# Новонікольське (Петровськ-Забайкальський район)
Новоні́кольське (рос. Новоникольское) — село у складі Петровськ-Забайкальського району Забайкальського краю, Росія. Входить до складу Малетинського сільського поселення.

## Населення
Населення — 10 осіб (2010; 13 у 2002).
Національний склад (станом на 2002 рік):
- росіяни — 100 %